# Hirlbach (Schwarzach)
Die Hirlbach ist ein knapp zwei Kilometer langes ganzjähriges Fließgewässer 3. Ordnung nördlich des Stadtgebietes von Greding im Landkreis Roth in Bayern.

## Geographie

### Verlauf
Der Hirlbach entspringt auf ca. 470 m ü. NHN etwa hundert Meter nordwestlich und unterhalb der Wehrtechnischen Dienststelle 81 in seinem sich aufwärts noch fortsetzenden Waldkerntal. Er fließt auf ganzer Länge in südwestlicher bis westsüdwestlicher Richtung und ist dabei die Grenze zwischen den Teilortgemarkungen von Greding selbst links und von Röckenhofen und später Hausen rechts. Nach etwa der Hälfte des Laufes öffnet sich die Flur zwischen dem Judenzipfel rechts und auf dem letzten halben Kilometer löst er sich auch vom Hangwald des Gredinger Kalvarienbergs links. Auf der Hausner Seite ist im ehemaligen Ochsenfeld der Gemeinde der Brunnen IV der Jura-Schwarzach-Thalach-Gruppe, deren Wasserwerk in Hausen ist. Hier wird der Bach auch von einem Biber zu einem Stausee aufgestaut. Gleich danach überquert ihn die Staatsstraße 2227 auf dem Steinerl Brücke. Etwa dreihundert Meter weiter mündet er auf ca. 387 m ü. NHN von links etwas unterhalb von Hausen und gegenüber der A 9 am Gegenhang in die hier südostwärts fließenden Schwarzach.
Nach seinem etwa 1,9 km langen Lauf mit einem mittleren Sohlgefälle von rund 45 ‰ mündet er also etwa 83 Höhenmeter unterhalb seines Ursprungs.

### Einzugsgebiet
Der Hirlbach hat an der Oberfläche ein ca. 3,5 km² großes Einzugsgebiet. Dessen mit 544 m ü. NHN höchster Punkt liegt an seiner Nordspitze auf einer Kuppe südlich von Röckenhofen, das naturräumlich gesehen mit dem größeren Teil vor allem auf der Albhochfläche zum  Unterraum Westliche Sulzplatte des Nordteils der Südlichen Frankenalb gehört und mit den mündungsnahen Teilen zum Unterraum Schwarzach-Thalach-Taltrichter der Altmühlalb. Es steht überall Jura-Gestein an, das verkarstetes ist. Auf den Höhen ist es Weißer Jura und in den Tälern Brauner Jura. Auf der Hochebene gibt es fast nur Felder, ausgenommen auf deren dreiecksförmigem Südsporn Kalvarienberg zwischen den Tälern von Hirlbach im Nordwesten, Schwarzach im Südwesten und Agbach im Osten, wo im abgesperrten Militärgelände vor allem Grünflächen liegen. Bereits vor Bau der WTD 81 war die Fläche aufgrund des durch den Karst absickernde Wasser  Ödland. Ein Teil des Wassers quillt im Hirlbach wieder hervor. Es fand und findet eine Nutzung als Schafweide statt. Das Gebiet gehört zu der Stadt Greding und liegt im Naturpark Altmühltal.

## Gewässergüte
Der gesamte Bachlauf gilt als Gewässergüteklasse I-II, gering belastet. Alle Gewässerabschnitte haben eine geringe anorganischer oder organische Nährstoffzufuhr, sind ohne nennenswerte Sauerstoffzehrung und meist von einer großen Artenvielfalt besiedelt.

### BayernAtlas („BA“)
Amtliche Online-Gewässerkarte mit passendem Ausschnitt und den hier benutzten Layern: Lauf und Einzugsgebiet des Hirlbachs

Allgemeiner Einstieg ohne Voreinstellungen und Layer: BayernAtlas der Bayerischen Staatsregierung (Hinweise)
1. 1 2  Höhe abgefragt auf dem Hintergrundlayer Amtliche Karte (Rechtsklick).
2. ↑  Länge abgemessen auf dem Hintergrundlayer Amtliche Karte.
3. ↑  Einzugsgebiet abgemessen auf dem Hintergrundlayer Amtliche Karte.
4. ↑  Höhe nach schwarzer Beschriftung auf dem Hintergrundlayer Amtliche Karte.
5. ↑  Geologie nach dem Layer Geologischen Karte 1:500.000. (Wird erst auf großem Maßstab eingeblendet.)
6. ↑  Schutzgebiet nach dem  einschlägigen Layer.

### Sonstige
1. ↑  'Gewässer im Landkreis Roth' Gewässerkataster der Regierung Mittelfranken, abgerufen am 27. Mai 2018 (Memento des Originals vom 24. September 2015 im Internet Archive)  Info: Der Archivlink wurde automatisch eingesetzt und noch nicht geprüft. Bitte prüfe Original- und Archivlink gemäß Anleitung und entferne dann diesen Hinweis.
2. ↑  Dietrich-Jürgen Manske: Geographische Landesaufnahme: Die naturräumlichen Einheiten auf Blatt 164 Regensburg. Bundesanstalt für Landeskunde, Bad Godesberg 1981. → Online-Karte (PDF; 4,8 MB)
3. ↑  Gewässergüte im Landkreis Roth, abgerufen am 4. März 2016